# Alberto Ablondi
Alberto Ablondi (Milano, 18 dicembre 1924 – Livorno, 21 agosto 2010) è stato un vescovo cattolico italiano.

## Biografia[1]

### L'infanzia e l'ingresso in seminario (1924-1946)
Alberto Ablondi nacque il 18 dicembre a Milano da una famiglia di cuochi: lo erano il nonno, lo zio e il padre.
Lui e la mamma rischiarono di morire lo stesso giorno durante il parto.
A soli otto anni (1932) fu chiamato da una brava suora della parrocchia al ruolo di catechista e da lì cominciò il cammino di fede, che continuò poi per tutta la vita. Infatti tre anni dopo (1935), all'età di 11 anni, entrò in seminario.

### I successi degli studi e i primi impegni (1947-1965)
Dopo aver compiuto gli studi a Ventimiglia, all'età di 23 anni (1947), si laureò in lettere classiche a indirizzo archeologico e durante lo stesso anno il 31 maggio 1947 fu ordinato sacerdote a Sanremo, dove svolse il ministero come cappellano nella parrocchia della vecchia Sanremo e insegnò letteratura e filosofia in seminario e Religione al liceo. Nel 1950 dopo aver insegnato per vari anni filosofia in seminario si laureò in filosofia e nel 1952 svolse il ministero come parroco di Santa Maria degli Angeli in Sanremo, continuando ad insegnare religione al liceo. Nel 1955 conseguì la terza laurea, in giurisprudenza; in questi anni fu anche assistente della FUCI e dei Laureati Cattolici.

### Il dialogo fra le varie religioni e il sequestro di Aldo Moro (1966-1983)
Dopo il Concilio Vaticano II fu eletto alla sede titolare di Mulli il 9 agosto 1966 e fu consacrato vescovo il 1º ottobre 1966. Dopo l'incontro tenutosi l'11 aprile 1969 nel convento del Divino Maestro ad Ariccia, insieme a Dante Bernini prese regolarmente parte ai lavori per il dialogo ecumenico fra Chiesa e Massoneria. Svolse il suo ministero come vescovo ausiliare di Livorno ed amministratore apostolico di Massa Marittima. Il 26 settembre 1970 diventò vescovo di Livorno. Da vescovo di Livorno divenne il precursore del dialogo con le altre religioni, e manifestò la sua vocazione ecumenica con uno speciale rapporto con la comunità ebraica per rimuovere diffidenze e silenzi. Simbolo di questo riavvicinamento fu l'amicizia con il rabbino Elio Toaff, con il quale era unito a una numerosa comunità ebraica e a numerose presenze dell'universo musulmano.
Nel 1978 fu tra i cosiddetti "vescovi-coraggio" (insieme a Luigi Bettazzi e Clemente Riva) che, durante il rapimento Moro si offrirono, senza successo, alle Brigate Rosse per essere presi in ostaggio al posto dello statista.
Nel 1979 ebbe la prima esperienza in campo ecclesiale durante il Consiglio Europeo dell'Associazione Biblica universale.

### L'amicizia con Italo Piccini e l'istituzione della giornata dell'Ebraismo (1984-1990)
Nel 1984 divenne presidente mondiale della Federazione Universale per l'apostolato Biblico e nel 1988 divenne vicepresidente mondiale delle società Bibliche e a Livorno nello stesso anno chiamò la diocesi a rifondarsi col sinodo. Negli anni a seguire condusse la lotta a fianco con il capo dei portuali livornesi (Italo Piccini) nella protesta del 1989 contro i decreti Prandini. Nello stesso anno il 28 settembre, su sollecitazione del Segretariato all'Attività Ecumeniche e della Federazione delle Amicizie ebraico-cristiane, la commissione ecumenica della Conferenza Episcopale Italiana, presieduta da lui, istituì la Giornata dell'ebraismo da celebrarsi il 17 gennaio di ogni anno all'inizio della Settimana per l'unità dei cristiani (18-25 gennaio). Fu la prima iniziativa del genere nel mondo a rimarcare i progressi in Italia del dialogo ebraico-cristiano.

### L'ingresso nel Pontificio consiglio e il dialogo coi giovani (1990-2000)
Nel 1990 fu nominato membro del Pontificio consiglio per la promozione dell'unità dei cristiani.
Dal 1993 gli venne affiancato come vescovo ausiliare Vincenzo Savio, che aveva già avuto come braccio destro durante il sinodo diocesano. Nello stesso anno partì l'idea del dialogo con i giovani che non consisteva più nel "fargli la predica", ma nello starli ad ascoltare. I risultati di questo confronto li pubblicò nel libro No, una predica no!, Borla 1994.
In quello stesso anno fu dichiarato anche cittadino onorario di Livorno dal sindaco Gianfranco Lamberti. Nel 1995 venne eletto numero due dei vescovi italiani (lo rimarrà fino al 2000) e il 26 novembre 1999 annunciò la lettera di dimissione in anticipo sulla scadenza dei 75 anni, secondo il diritto canonico. Il 9 dicembre 2000 arrivò l'annuncio ufficiale e dopo trent'anni lasciò l'ufficio di vescovo di Livorno: con le lacrime agli occhi lesse ai livornesi il messaggio di congedo e disse che sarebbe rimasto sempre con loro. Gli succedette Diego Coletti.

### La presunta relazione con una donna sposata, di 20 anni più giovane (1997)
Nel 1997 il settimanale Oggi venne in possesso di tre audiocassette con le registrazioni di conversazioni intime tra Ablondi e una donna sposata di 20 anni più giovane, Laura Magrini, insegnante. La donna rilasciò al giornale un'intervista in cui ammise di avere col vescovo una relazione che durava da 20 anni.

### Il progetto di una nuova catechesi e la sua scomparsa (2000-2010)
Il 18 dicembre 2004 per i suoi ottant'anni il sindaco di Livorno, Alessandro Cosimi gli consegnò la Livornina d'Oro, massima onorificenza consegnata dalla città labronica ai cittadini illustri. Nel 2009 insieme ai suoi collaboratori partì il progetto di una catechesi nuova con dei fogli che venivano distribuiti alle persone riguardanti la nuova catechesi. I fogli furono poi raccolti nello stesso anno nel libro A passo d'uomo verso il divino, Morcelliana 2009.
Colpito da un arresto cardiocircolatorio, si spense all'ospedale di Livorno alle 11:15 del 21 agosto 2010 all'età di 85 anni. In mattinata circa 200 persone avevano partecipato a un pellegrinaggio al santuario di Montenero guidato dal vescovo di Livorno Simone Giusti per pregare per lui; nella sua degenza in ospedale e nei giorni precedenti alla sua morte i suoi collaboratori e la sua città gli erano stati molto vicini.
Al termine della messa esequiale, tenutasi il 23 agosto nella cattedrale di Livorno e presieduta dall'arcivescovo di Firenze Giuseppe Betori, fu sepolto nella tomba di famiglia presso il cimitero della Misericordia di Livorno.
Nel corso della sua esistenza fu accusato di essere massone, ipotesi smentita dall'interessato. In occasione delle esequie, il Grande Oriente d'Italia espresse il proprio cordoglio per un uomo col quale si era percorsa "la via del dialogo e dell’amicizia".

## L'Associazione Alberto Ablondi
Ad un anno dalla scomparsa viene costituita l'Associazione Alberto Ablondi con lo scopo di "custodire, mantenere viva e trasmetterne la memoria del [suo] percorso umano, intellettuale, cristiano e pastorale [...] e la sua testimonianza ecclesiale di servizio all'attuazione del Concilio Vaticano II".

## Incarichi svolti e onorificenze ricevute
Alberto Ablondi è stato (in ordine cronologico):
- Assistente della FUCI
- Assistente del Movimento Laureati di Azione Cattolica
- Presidente mondiale della Federazione Universale Cattolica per l’Apostolato Biblico (WCFBA, adesso CBF);
- Vicepresidente mondiale per l'Europa delle Società Bibliche;
- Vice presidente della CEI
- Presidente della Commissione CEI per l'Ecumenismo (Per tre turni triennali)
- Presidente della Commissione CEI per la Dottrina della Fede (Per due turni triennali)
- Membro del Pontificio consiglio per la promozione dell'unità dei cristiani;
- Grande ufficiale dell'Ordine del Santo Sepolcro;
- Grande ufficiale al merito della Repubblica;
- Cittadino onorario di Livorno;
- Presidente del CeDoMEI (Centro di Documentazione del Movimento Ecumenico Italiano) dal 2000 al 2007.

## Genealogia episcopale e successione apostolica
La genealogia episcopale è:
- Cardinale Scipione Rebiba
- Cardinale Giulio Antonio Santori
- Cardinale Girolamo Bernerio, O.P.
- Arcivescovo Galeazzo Sanvitale
- Cardinale Ludovico Ludovisi
- Cardinale Luigi Caetani
- Cardinale Ulderico Carpegna
- Cardinale Paluzzo Paluzzi Altieri degli Albertoni
- Papa Benedetto XIII
- Papa Benedetto XIV
- Cardinale Enrico Enriquez
- Arcivescovo Manuel Quintano Bonifaz
- Cardinale Buenaventura Córdoba Espinosa de la Cerda
- Cardinale Giuseppe Maria Doria Pamphilj
- Papa Pio VIII
- Papa Pio IX
- Cardinale Alessandro Franchi
- Cardinale Giovanni Simeoni
- Cardinale Antonio Agliardi
- Vescovo Giacinto Arcangeli
- Cardinale Giuseppe Gamba
- Cardinale Maurilio Fossati
- Arcivescovo Felicissimo Stefano Tinivella, O.F.M.
- Vescovo Alberto Ablondi

La successione apostolica è:
- Vescovo Vincenzo Savio, S.D.B. (1993)

## Pubblicazioni

### Libri
Alberto Ablondi fu autore di numerosi libri, tra i quali:
- Sposarsi in Chiesa
- Questa nostra comunità, Elledici, 1978
- Per una pastorale del mondo del lavoro, Elledici, 1982
- La avventura della parola di Dio, Elledici, 1982
- Eucarestia, comandamento nuovo, Elledici, 1984
- Don Guano. Vescovo teologo, scritto con Anastasio A Ballestrero e Massimo Marcocchi
- No, una predica, no! Dialogo fra giovani e il vescovo Ablondi, Borla, 1994
- Saggi di esperienze pastorali, Elledici, 2005
- A passo d'uomo verso il divino, Morcelliana, 2009

### Prefazioni
Scrisse inoltre numerose prefazioni, tra cui quelle per:
- Niels Stensen, Il beato Niccolò Stenone, uno scienziato innamorato del vangelo e dell'Italia di Roberto Angeli; presentazione di Emilio Guano, Cinisello Balsamo, San Paolo, 1996
- La Bibbia come un'avventura, di Laura e Claudio Gentili, Borla, 1990